# Bartolomeo Uliari
Bartolomeo Uliari od Oleario o anche dall'Olio (Padova, 1320 circa – Gaeta, 16 aprile 1396) è stato un cardinale e vescovo cattolico italiano, vescovo di Firenze dal 1385 al 1389, dopo Angelo Acciaiuoli junior.

## Biografia
Di origine padovana, apparteneva all'Ordine francescano, fu nominato vescovo di Ancona nel 1381. Nel frattempo a Firenze si era in cerca di un nuovo vescovo dopo l'elezione dell'Acciaiuoli a cardinale, ed i nomi più caldeggiati erano Luigi Marsili, Francesco Zabarella o Onofrio Visdomini, personaggi legati in diversa maniera alla città, ma nella sorpresa generale fu nominato Bartolomeo Uliari da papa Urbano VI il 9 dicembre 1385.
Sebbene fosse un personaggio con un'alta fama in teologia e lettere, fu ignorato dalla città, tanto che Angelo Acciaiuoli continuò a svolgere l'attività di vescovo almeno fino al 1387, e papa Bonifacio IX, non volendo forzare una situazione delicatissima in città fatta di un fragile equilibrio fra le fazioni rivali, decise di nominarlo cardinale e nunzio apostolico a Napoli (18 dicembre 1389, con il titolo di cardinale presbitero di Santa Pudenziana), dove era rifugiato lo scismatico antipapa Clemente VII, e di porre sul soglio episcopale fiorentino un personaggio più gradito, Onofrio Visdomini, dal 1389.
Un bassorilievo che lo rappresenta si trova sotto l'Altare della tomba di sant'Antonio da Padova nell'omonima basilica.